# Paratelphusula
Paratelphusula is een geslacht van kreeftachtigen uit de klasse van de Malacostraca (hogere kreeftachtigen).

## Soorten
- Paratelphusula burmensis (Bott, 1966)
- Paratelphusula dayana (Wood-Mason, 1871)
- Paratelphusula gibbosa (Ng & Kosuge, 1997)
- Paratelphusula peguensis (Rathbun, 1905)